# کیهان‌شناسی دینی

نمادِ جهان در دین سرر.

کیهان‌شناسی دینی یا شناسی اساطیری (به انگلیسی: Religious cosmology) روشِ توضیحِ منشا، تاریخچه و تکامل گیتی بر اساسِ اسطوره شناسی دینیِ یک سنت خاص است.

## یهود
جهانِ اسرائیل باستان از یک زمین دیسک مانند و تختِ شناور در آب ساخته شده بود که آسمان و بهشت در بالا و دنیای مردگان در زیرِ آن قرار داشتند. در دورهٔ هلنی (پس از BCE c.330) یهودیان شروع به قبول ایدهٔ یونانیان کردند که می‌تواند مکانی برای مجازاتِ کردارِ بد و نیز لذتِ زندگی پس از مرگ در آسمان‌ها وجود داشته باشد.

## مزدیسنا
در اسطوره‌های ایرانی جهان هستی به چهار دوره سه هزار ساله تقسیم می‌شود. در سه هزار سال اول که دوره اصلی است، همه چیز در حال سکون و آرامش و جهان غیر مرئی است. این جهان به دو بخش تقسیم می‌شود. یک دنیای زیبا و اهورایی و یک دنیای اهریمنی و تاریک. اهورامزدا از وجود اهریمن آگاه است، اما اهریمن که در قعر تاریکی است، از وجود اهورامزدا بی‌اطلاع است. در سه هزار سال میانه که با خواب اهریمن آغاز می‌شود، اهورامزدا با استفاده از این فرصت دست به کار ساختن شش پیش نمونه جهان هستی یعنی آسمان، آب، زمین، گیاه، چهارپایان و بالاخره انسان می‌شود. در این دوره همچنین هفت اَمشاسپَند (هفت جلوه مینوی) زاده می‌شوند. این فرشتگان مقرب عبارتند از:
- سپِنتَه مَینیو یا روح نیکوکار.
- وهُومَنَه (بهمن) یا اندیشه نیک.
- اَشَه (اردیبهشت) یا راستی.
- خشثرَه وَیریَه (شهریور) حکمرانی خوب.
- اَرمَیتی (اسپندارمذ) اخلاص.
- هَوروَتات (خرداد) کمال
- اَمِرُتات (امرداد) یا بی‌مرگی.

زرتشت در آغازِ دورهٔ چهارم به دنیا می‌آید.

## اسلام
اسلام می‌آموزد که خدا جهان را و از جمله زمین و انسان را به وجود آورده‌است. والاترین هدف، تجسم جهان به عنوان کتابِ نمادها برای مراقبه و تفکر جهتِ تعالی معنوی است یا به عنوان یک زندان که از آن روح انسان برای رسیدن به آزادی واقعی در یک سفر روحانی به سوی خدا می‌گریزد.

## بودا
در بوداگرایی، جهان وابسته به کردار (کارما) ساکنان آن است.

## جاینی
کیهان‌شناسی جاینی loka یا جهان را به عنوانِ یک نهاد غیر مخلوق و موجودی از بی‌نهایت و بدون آغاز و پایان در نظر می‌گیرد.

## کتابشناسی
- Aune, David E. (2003). "Cosmology". Westminster Dictionary of the New Testament and Early Christian Literature. Westminster John Knox Press.
- Bernstein, Alan E. (1996). The Formation of Hell: Death and Retribution in the Ancient and Early Christian Worlds. Cornell University Press.
- Berlin, Adele (2011). "Cosmology and creation".  In Berlin, Adele; Grossman, Maxine (eds.). The Oxford Dictionary of the Jewish Religion. Oxford University Press.
- Lee, Sang Meyng (2010). The Cosmic Drama of Salvation. Mohr Siebeck.
- Wright, J. Edward (2002). The Early History of Heaven. Oxford University Press.